# Dimercaprol
Pour les articles homonymes, voir BAL.
Le dimercaprol (2,3-dimercaptopropanol) ou British Anti Lewisite (BAL) est en usage dans la communauté médicale depuis 1941 soit depuis plus de 70 ans.
Il est utilisé majoritairement comme chélateur pour retirer des métaux lourds du corps humain.
C'est donc un antidote utilisé dans le traitement des intoxications à l'arsenic, au mercure, à l'étain ainsi que de l'or et du plomb (saturnisme).
Au cours de la Seconde Guerre mondiale, il a joué un rôle important comme antidote à la lewisite, arme chimique contenant un composé organoarsenical, et à partir de 1949, l'arsthinol, son dérivé synthétisé par Ernst Friedheim (es) par complexation avec le stovarsol, a été employé dans le traitement de l'amibiase et du pian.
Le dimercaprol est un liquide huileux, instable au contact de l'eau, que l'on stabilise dans l'huile d'arachide. Il s'administre par voie intramusculaire.
Le traitement par le dimercaprol entraîne divers effets indésirables : élévation de la pression artérielle, tachycardie, nausées, vomissements, céphalées, sensations de brûlures de la bouche, de la gorge, du pénis, salivation, lacrymation, rhinorrhée et douleurs diverses.
Bien que d'autres chélateurs aient été maintenant développés avec notamment moins de toxicité, le BAL conserve un rôle important dans le traitement des intoxications aux métaux lourds.
Le dimercaprol fait partie de la liste des médicaments essentiels de l'Organisation mondiale de la santé (liste mise à jour en avril 2013).